# Parry Sound Area Municipal Airport
Parry Sound Area Municipal Airport är en flygplats i Kanada.   Den ligger i Parry Sound District och provinsen Ontario, i den sydöstra delen av landet, 300 km väster om huvudstaden Ottawa. Parry Sound Area Municipal Airport ligger 249 meter över havet.
Terrängen runt Parry Sound Area Municipal Airport är platt. Runt Parry Sound Area Municipal Airport är det mycket glesbefolkat, med 5 invånare per kvadratkilometer.. Närmaste större samhälle är Parry Sound, 19,2 km nordväst om Parry Sound Area Municipal Airport. 
I omgivningarna runt Parry Sound Area Municipal Airport växer i huvudsak blandskog.